# Walter Ulbricht
Walter Ulbricht (Leipzig, 30. lipnja 1893. – Istočni Berlin, 1. kolovoza 1973.), njemački političar i državnik, član Njemačke partije socijalnog ujedinjenja i jedan od vodećih ljudi Istočne Njemačke.
Godine 1912. postao je član Socijaldemokratske partije Njemačke, a za Prvog svjetskog rata pristupio je organizaciji Spartakovaca. Bio je zastupnik u Reichstagu od 1928. – 1933. godine kada je emigrirao u Moskvu. Za španjolskog građanskog rata bio je politički komesar u stožeru međunarodnih brigada, a za Drugoga svjetskog rata član nacionalnog komiteta "Slobodne Njemačke" (u Moskvi). Od 1950. godine je prvi sekretar Jedinstvene socijalističke partije Njemačke, a od 1953. godine i prvi predsjednik vlade Njemačke Demokratske Republike (DDR). Nakon smrti W. Piecka, postao je 1960. godine predsjednik Državnog vijeća.

## Rane godine
Walter Ulbricht je rođen 30. lipnja 1893. godine u Leipzigu kao sin krojača. Ulbricht je 8 godina svoga djetinjstva proveo u osnovnoj školi (Volksschule). Nakon završene škole školovao se za stolara. Njegovi su roditelji još od njegovog rođenja bili aktivni članovi SPD-a, a sam Ulbricht se stranci prodružio 1912. godine.

## Prvi svjetski rat i Weimarska Republika
Ulbricht je u Prvom svjetskom ratu služio od 1915. do 1917. godine i to u Galiciji na Istočnom frontu i na Balkanu. Dezertirao je 1917. godine jer se od samog početka protivio ratu. Ubrzo su ga uhitilu u Charleroiju, Belgija, no pušten je već 1918. godine tijekom Njemačke revolucije. Godine 1917. postao je i član USPD-a nakon što se ta stranka odvojila od SPD-a zbog nesuglasica oko sudjelovanja Njemačke u ratu. Tijekom same revolucije, postao je član Vojnog sovjeta svoje trupe iz Prvog svjetskog rata, a 1920. godine postaje član KPD-a. U Centralni komitet stranke ulazi 1923. godine. Od 1924. do 1925. godine pohađao je Međunarodnu lenjinističku školu koju je utemeljila Kominterna. Zbog svog zalaganja i truda,godine 1926. dobiva mjesto u regionalnom parlamentu Saske (Sächsischer Landtag). Od 1928. do 1933. godine bio je član Reichstaga kao predstavnik Južne Vestfalije, a od 1929. godine obnaša i dužnost Predjednika KPD-a u Berlinu.

Nekoliko godina prije dolaska nacista na vlast 30. siječnja 1933. godine, česte su bile smetnje uzrokovane prisutnošću paravojnih jedinica ljevičara i desničara. Nasilje povezano s demonstracijama bila je česta pojava, a pobornici dvaju strana su se stalno sukobljavali s protivničkom stranom i policijom. Godine 1931., berlinski su komunisti donijeli službenu politiku prema kojoj se za svakog komunista ubijenog od strane policije treba ubiti 2 policajca, te je u skladu s tim Ulbricht nagovorio svoje kolege Heinza Neumanna i Hansa Kippenbergera da isplaniraju ubojstvo dvojice berlinskih policajaca, Paula Anlaufa i Franza Lencka. 
 Ubojstva su izvršili Erich Ziemer i kasniji Šef za nacionalnu sigurnost u Ulbrichtovom kabinetu, Erich Mielke. Godine 1932., Kominterna je naredila komunistima da surađuju s nacistima tako da su se Ulbricht i Joseph Goebbels, nacistički Gauleiter u Berlinu, dogovorili i nagovorili svoje stranačke kolege da podrže štrajk berlinskih prevoznika u studenom 1932. godine. Štrajkašima se nije svidio prizor u kojem su komunisti i nacisti zajedno marširali, tako da je štrajk prekinut nakon samo 5 dana.

## Treći Reich i Drugi svjetski rat
Kada je NSDAP došao na vlast 30. siječnja 1933. godine, ubrzo je započeo progon njemačkih komunističkih i socijaldemokratskih vođa. Nakon što je vođa KPD-a, Ernst Thälmann, uhićen, Ulbricht je započeo kampanju kako bi ga zamijenio na mjestu Predsjednika Komunističke partije Njemačke. Mnogi su njegovi protukandidati ubijeni u SSSR-u zahvaljujući Ulbrichtu.
Ulbricht je od 1933. do 1937. godine živio u egzilu u Pragu i Parizu. Ublirhct je također, pomoću mnogih zakulisnih igara, uspio srušiti Njemački narodni front kojeg je u Parizu vodio Heinrich Mann, a sve s ciljem kako bi ta organizacija pala pod nadležnost Kominterne. Ulbricht je pokušao negovoriti Willija Münzenberga, osnivača KPD-a, da ode u SSSR, navodno kako bi se "oni pobrinuli za njega", ali bez uspjeha - Münzenberg je odbio. Ako bi prihvatio, Münzenberg bi vjerojatno bio uhićen ili progonjen, nešto na što su mislili i sam Münzenberg, ali i Ulbricht. Ulbricht je jedan period proveo i u Španjolskoj, tijekom građanskog rata, kao predstavnik Kominterne. Njegova dužnost bila je osigurati likvidaciju Nijemaca koji su služili republikancima, ali se nisu smatrali dovoljno lojalni Staljinu. Neki od njih su slani u Moskvu na suđenje, dok su neki strijeljani na licu mjesta. Ulbricht je u SSSR-u živio od 1937. do 1945. godine.
Tijekom njemačko-sovjetskog saveza 1939. - 1941. godine, Ulbricht je u Kominterninom časopisu "Die Welt" promovirao suradnju s Trećim Reichom. U skladu s tim je utvrdio:
Nakon njemačke invazije SSSR-a 1941. godine, Ulbricht je postao član skupine njemačkih komunista pod nadležnosti NKVD-a (u kojoj su bili i pjesnik Erich Weinert i pisac Willi Bredel) čiji su zadatci bili prevođenje propagandnog materijala na njemački, pripremanje antinacističkih emisija, kao i hapšenje i ispitivanje nacističkih časnika. U veljači 1943. godine, nakon predaje Njemačke 6. armije kod Staljingrada, Ulbricht, Weinert i Wilhelm Pieck organiziraju komunističku paradu na ulicama Staljingrada u kojoj su mnogi zarobljenici morali sudjelovati. Šef NKVD-a, Lavrentij Berija, rekao je kako je Ulbricht "najveći idiot kojeg je ikada vidio".

## Njemačka Demokratska Republika
U travnju 1945. godine, Ulibricht je u Njemačku sa sobom doveo skupinu partijskih dužnosnika ("Ulbrichtova grupa") kako bi započeli rekonstrukciju KPD-a prema načelima staljinizma. Socijaldemokrati i komunisti se unutar Sovjetske okupacije zone ujedinili i tako stvorili Njemačku partiju socijalistočkog ujedinjenja (Sozialistische Einheitspartei Deutschlands ili SED) nad kojom je monopol imao Staljin. Sam Ulbricht je igrao važnu ulogu u osnivanju ove stranke.
Nakon osnivanja Demokratke Republike Njemačke 7. listopada 1949. godine, Ulbricht je postao Dopredsjednik (Stellvertreter des Vorsitzenden) Vijeća ministara DDR-a (Ministerrat der DDR) pod predsjednikom Ottom Grotewohlom. Godine 1950. postaje Generalni sekretar Centralnog komiteta SED-a; ta je titula 1953. godine promijenjena u Prvi sekretar. Nakon Staljinove smrti 1953. godine, Ulbrichtova pozicija je neko vrijeme visila na koncu zbog njegove reputacije okorjelog staljinista. No, koliko god to iroično bilo, spasio ga je Istočnonjemački ustanak 1953. jer su se sovjetske vlasti bojale kako bi smjenjivanje Ulbrichta bilo protumačeno kao znak slabosti. 
Na 3. Kongresu SED-a, Ulbricht je najavio petogodišnji plan čiji je cilj bilo udvostručenje industrijske proizvodnje. Kako Staljin u to vrijeme još nije odbacivao ideju ujedinjenje Njemačke, istočnonjemačke su vlasti tek 1952. godine započele stvaranje socijalističkog društvenog sustava u DDR-u.
Do 1952. godine, 80% industrije je nacionalizirano. Blijedo slijedeći staljinistički model industrijalizacije, koji je zahtijevao koncentraciju na razvoj teške industrije neovisno o cijeni, pristupaćnost sirovina i ekonomsku pogodnost, stvorena je ekonomija s nedostatkom potrošnih dobara, dok su ona koja su i stvorena uglavnom bila jako loše kvalitete. Razvoj je spiječen i namjernim isključivanjem "buržoazijske" djece iz višeg obrazovanja. Glavna posljedica ovoga bila je velika emigracija na Zapad: preko 360,000 Nijemaca je emigriralo tijekom 1952. i 1953. godine.
Ulbricht je 1957. godine organizirao posjet jednoj istočnonjemačkoj kolektivnoj farmi u Trinwillershagenu kako bi Anastasu Mikojanu, članu sovjetskog Politbiroa koji je bio u posjetu, pokazao istočnonjemačku modernu agrikulturalnu industriju. Nakon smrti Wilhelma Piecka 1960. godine, SED je ukinuo poziciju Predsjednika Istočne Njemačke i umjesto toga stvorio novo državno tijelo - Staatsrat (Državno vijeće DDR-a). Ulbricht je, kao šef partije, postao predsjednik novoosnovanog državnog tijela i na taj način šef države. Od ove točke pa sve do ranih 70-ih godina, Ulbricht je bio neosporivi vođa partije i države.
Iako je u kasnijim godinama došlo do skromnog razvoja ekonomije, emigracija je i dalje bila velika. Do 1961. godine, na Zapad je emigriralo 1,650,000 ljudi. Dana 13. kolovoza 1961. godine, započeli su radovi na onome što će za tri mjeseca postati Berlinski zid. Zanimljivo je kako se ovo dogodilo samo 2 mjeseca nakon što je Ulbricht eksplicitno negirao ideju o gradnji zida:
Kada se 1968. godine dogodila sovjetska invazija na Čehoslovačku s ciljem zaustavljanja Praškog proljeća, Ulbricht je jasno izrazio svoje zadovoljstvo. Neki su istočnonjemački vojnici čak bili stacionirani na granici, ali ju nisu prešli zbog mogućeg negodovanja ČSSR-a zbog prisutnosti njemačkih vojnika u njihovoj zemlji. Sve je ovo Ulbrichtu osiguralo reputaciju okorjelog staljinista, reputaciju koju će zadržati do smrti.

## Novi ekonomski sustav
Od 1963. godine, Ulbricht i njegov savjetnik Wolfgang Berger su pokušali stvoriti efikasniju ekonomiju preko Novog ekonomskog sustava (Neues Ökonomisches System ili NÖS). Ovo je značilo da bi se unutar snažnog centraliziranog ekonomskog plana moglo dozvoliti i omogućiti više autonomnih odluka na lokalnoj razini. Razlog ovomu nije bio samo taj da se veći dio posla prebaci na tvrtke već i činjenica da je država shvatila kako se neke odluke donose bolje na lokalnoj razini. Jedno od Ulbrichtovih načela bila je "znanstvena" izvedba politike i ekonomije - želio je, u svrhu asistencije navedenom, koristiti sociologiju, psihologiju, ali ponajviše prirodne znanosti. Učinci NÖS-a, koji su ispravili neke prijašnje pogreške, bili su uglavnom pozitivni i uvelike su poboljšali ekonomsku situaciju u državi.
No, NÖS nije bio previše popularan unutar same stranke i od 1965. godine pojavljivalo se sve više protivnika ideje, ponajviše pod vodstvom Ericha Honeckera koji je imao taktičku podršku sovjetskog vođe Leonida Brežnjeva. Ulbrichtova preokupacija znanošću značila je da je kontrolu nad ekonomijom dobivalo sme manje patrijaca, a sve više stručnjaka. Ulbrichtove ideje su se također kosile i s ideološkim načelima komunizma, što je smetalo određenom broju okorjelih komunista unutar Partije.

## Otpust, smrt i utjecaj
Ulbrichtov težak odnos s Leonidom Brežnjevom kasnije se pokazao koban za njegovu karijeru. Dana 3. svibnja 1971. godine, Ulbricht je prisiljen dati ostavku na svim položajima koje je držao zbog "slabog zdravlja", a naslijedio ga je, uz podršku SSSR-a, Erich Honecker. Dopušteno je pak da ostane vođa države kao Predsjednik Državnog vijeća. Uskoro je i stvorena honorarna pozicija Predsjednika SED-a samo radi njega. Ulbirhct je preminuo u jednoj vladinoj gostinjskoj sobi u Döllnseeu, sjeverno od Istočnog Berlina, dana 1. kolovoza 1973. godine, tijekom Svjetskog festivala mladih i studenata, nakon što je samo 2 tjedna prije doživio srčani udar. Dobio je čast državnog pogreba, a pokopan je na groblju Friedrichsfelde zajedno s mnogim drugim istočnonjemačkim komunistima.
Ulbricht je do kraja svog života ostao vjeran lenjinističkim i staljinističkim načelima i jako je rijetko htio ili mogao raditi kompromise. Nefleksibilan i omražen (Anthony Beevor ga je opisao kao "naširoko omraženog staljinističkog birokrata poznatog po svojoj taktici dobacivanja protivnika"), Ulbricht nije bio tip politička koji bi stekao veliku potporu i simpatije javnosti. No, s druge strane, pokazao se kao izrazito inteligentan političar sposoban da se izvuče iz jako teških situacija. Iako je uvelike stabilizirao DDR, nikada nije uspio povisiti životni standard do razine bliske onoj u Zapadnoj Njemačkoj.
Bio je oženjen dva puta. Pri brak sklopio je 1920. godine s Marthom Schmellinsky, a od 1953. godine pa do svoje smrti bio je u braku s Lotte Ulbricht (1903. – 2002.). S Lottom je usvojio jednu kći koja je rođena u SSSR-u kojoj su dali ime Beate (1944. – 1991.). Stanovao je u Istočnom Berlinu, u ulici koja se zove Majakowskiring. 

### Nagrade
| Nagrada                 | Država                         | Datum            | Bilješke                                | Ostali podatci                                                              | Izvori |
| ----------------------- | ------------------------------ | ---------------- | --------------------------------------- | --------------------------------------------------------------------------- | ------ |
| Hans Beimler medalja    | Njemačka Demokratska Republika | 1956.            | Za veterane Španjolskog građanskog rata | Dodjela izazvala negodovanje onih koji su stvarno služili na fronti.        | [ 15 ] |
| Heroj Sovjetskog Saveza | SSSR                           | 29. lipnja 1963. |                                         |                                                                             | [ 16 ] |
| Red Nila                | Egipat                         | 1965.            |                                         | Uručio mu je sam Gamal Abdel Naser tijekom jednog posjeta Ulbrichta Egiptu. | [ 17 ] |

## Vanjske poveznice
- Extracts from Walter Ulbricht — A Life for Germany, an illustrated 1968 book on Ulbricht  Arhivirana inačica izvorne stranice od 14. svibnja 2011. (Wayback Machine)
- RFE/RL East German Subject Files: Communist Party  Arhivirana inačica izvorne stranice od 21. veljače 2009. (Wayback Machine) Open Society Archives, Budapest

| Prethodnik: Wilhelm Pieck i Otto Grotewohl         | Generalni sekretar Centralnog komiteta Njemačke partije socijalnog ujedinjenja 25. srpnja 1950.–3. svibnja 1971. | Nasljednik: Erich Honecker |
| Prethodnik: Wilhelm Pieck (kao predsjednik države) | Predsjednik Staatsrata 12. rujna 1960.–1. kolovoza 1973.                                                         | Nasljednik: Willi Stoph    |